# Mauro Agostini
Mauro Agostini (nascido em 18 de outubro de 1989, em Rafaela) é um ciclista profissional argentino. Competiu nos Jogos Pan-Americanos de 2015.